# Давид Оддссон
Да́вид О́ддссон (исл. Davíð Oddsson; род. 17 января 1948, Рейкьявик) — исландский политик, премьер-министр Исландии с 30 апреля 1991 до 15 сентября 2004, лидер Партии независимости с 1991 до 2005.

## Биография

### Ранние годы
Давид Оддссон родился в Рейкьявике. Его отец был врачом, а мать секретарём. Его родители не были женаты, и он воспитывался в доме своего деда по материнской линии в Сельфоссе, пока его дед не умер. Затем он переехал с матерью и бабушкой в Рейкьявик.
Он также посещал Рейкьявикскую среднюю школу второй ступени, которую окончил весной 1970 года. Следующие шесть лет, Давид изучал право в Исландском университете, а также работал почти полный рабочий день. 
Он рано проявил интерес к актёрскому мастерству и некоторое время посещал актёрскую школу. В 1969 году сыграл в школьном спектакле короля Убю в одноимённой пьесе Альфреда Жарри и директор театра Рейкьявикского театрального общества Свейдн Эйнарссон нанял его заведующим канцелярией общества в 1970—1972 годах.
С двумя друзьями (Тораринн Эльдъярн и Храфн Гуннлаугссон), он продюсировал популярную комедийную радиопередачу в течение двух лет; какое-то время он был политическим обозревателем в газете Morgunblaðið и директором издания Almenna bókafélagið, консервативного издательства. Он был избран в муниципальный совет Рейкьявика в 1974 году от Партии независимости.

### МэрРейкьявика
С 27 мая 1982 до 16 июля 1991.
Давид Оддссон был членом группы молодых консерваторов-либертарианцев в Партии независимости, которые считали, что партия должна более решительно поддерживать попытки расширить экономическую свободу в жестко регулируемой исландской экономике. В группу входили Торстейнн Палссон, Гейр Х. Хаарде, Йон Стейнар Гуннлаугссон, Кьяртан Гуннарссон Магнус Гуннарссон Бриньолфур Бьярнасон и Ханнес Холмштейнн Гиссурарсон, и они издавали журнал Eimreiðin с 1972 по 1975 год; они также с интересом следили за тем, что происходило в Соединенном Королевстве при Маргарет Тэтчер и в Соединенных Штатах при Рональде Рейгана; они также читали книги и статьи Милтона Фридмана, Фридриха Хайека и Джеймса М. Бьюкенена и о них которые посетили Исландию в начале 1980-х годов и чьи сообщения об ограниченном правительстве, приватизации и либерализации экономики оказали большое влияние.
Давид получил шанс реализовать свои идеалы, когда в 1982 году Партия независимости под его руководством вернула себе большинство в муниципальном совете Рейкьявика, которое она потеряла четырьмя годами ранее в пользу трех левых партий. Давид быстро сократил число членов Совета с 21 до 15 и объединил крупнейшую рыболовную фирму в Рейкьявике, которая принадлежала муниципалитету и была огромным бременем, с частной рыболовной фирмой, а затем продал активы муниципалитета в новой фирме, Grandi, которая стала одной из крупнейших рыболовных фирм в Исландии. Между прочим, режиссер Grandi Бриньольфур Бьярнасон, позже стал директором Исландской телефонной компании, которая оказалась последней приватизацией Давида в правительстве (2005 г.). В качестве мэра Рейкьявика Давид руководил строительством мэрии Рейкьявика у пруда в Рейкьявике и Perlan, вращающегося ресторана над старыми резервуарами для воды в Оскьюхлиде. Несмотря на свои либертарианские взгляды, Давид также поддержал Городской театр Рейкьявика, в частности, строительство нового театра, который был открыт в 1989 году. За девять лет, когда Давид был мэром Рейкьявика, был построен новый район, Графарвогур, и новый торговый район вокруг Крингланаторговый центр. Решительный и бескомпромиссный мэр Рейкьявика Давид подвергся резкой критике со стороны левой оппозиции в муниципальном совете.

### Альянс с социал-демократами (1991—1995)
В 1983 году старый друг и соратник Давида Оддссона, Торстейн Палссон, был избран лидером Партии независимости, а в 1989 году Давид был избран заместителем лидера или вице-председателем партии. После того, как Торстейн ушел с поста премьер-министра в 1988 году, поссорившись с лидерами двух его коалиционных партий, в партии было широко распространено мнение, что ее руководство следует сменить, и на Давида было оказано давление, чтобы он баллотировался против Торстейна, что он и сделал. В 1991 году стал лидером партии. Под руководством Давида в 1991 году партия восстановила большую часть парламентской поддержки, которую она потеряла в 1987 году. В рекордно короткие сроки Давид сформировал коалиционное правительство с социал-демократами Alþýðuflokkurinn, чей лидер, Джон Балдвин Ганнибалссон стал министром иностранных дел. Йон Балдвин и Давид совместно решили, что Исландия должна стать первым государством, возобновившим признание суверенитета и независимости трех балтийских стран, Эстонии, Латвии и Литвы, до распада Советского Союза.
Правительство Давида унаследовало огромный дефицит бюджета и ряд непродуктивных инвестиций: например, много денег было потрачено на разведение рыбы, но без особого результата. Инфляционное давление также нарастало, а некоторые запасы рыбы в исландских водах истощались. Дефицит бюджета превратился в профицит в 1996 году, не в последнюю очередь благодаря тесному сотрудничеству между Давидом и Фридриком Софуссоном, министром финансов, который также был видным молодым либертарианцем. С тех пор почти постоянно имелся профицит, который использовался для сокращения государственного долга, а также для реформирования пенсионной системы, которая в настоящее время почти полностью является самоокупаемой. Некоторые небольшие компании были приватизированы. Денежные ограничения были наложены, сделав Центральный банк в значительной степени независимым от любого политического давления. Правительству Дэвида Оддссона также помогло то, что между профсоюзами и работодателями был достигнут консенсус в отношении того, что безудержная инфляция 1980-х годов с огромным, но в значительной степени бессмысленным повышением заработной платы не может продолжаться; поэтому в 1990 году профсоюзы и работодатели подписали «Национальное соглашение», в соответствии с которым повышение заработной платы будет умеренным, а правительству будет оказана помощь в снижении инфляции. С 1991 года инфляция в Исландии была на уровне соседних стран.

### Альянс сПрогрессивной партией(1995—1999)
В 1994 году Социал-демократическая партия раскололась, в результате чего на парламентских выборах 1995 года потерпела огромное поражение. Коалиционное правительство сохранило свое большинство, но только на одно место. Поэтому Давид Оддссон решил сформировать коалицию с Прогрессивной партией, лидер которой Халльдор Асгримссон стал министром иностранных дел. При новом правительстве приватизация была продолжена в гораздо больших масштабах, чем раньше: крупная и важная сеть рыбоперерабатывающих заводов продано; частично государственные или государственные инвестиционные фонды были объединены и проданы как частный инвестиционный банк; два коммерческих банка, контролируемых государством, были проданы в несколько этапов; две коалиционные партии приняли громкие требования многих людей о взимании платы с держателей рыболовных квот.
Два правительства Давида были верными союзниками Соединенных Штатов и решительно поддерживали НАТО, одним из основателей которого является Исландия. Он твердо поддержал действия, предпринятые США и их союзниками в Афганистане и Ираке, вызвав резкую критику со стороны исландских левых. После распада Советского Союза существовала некоторая неопределенность в отношении того, могут ли и должны ли силы обороны Соединенных Штатов оставаться в Исландии, будучи приглашенными туда в 1951 году, в разгар холодной войны. Давид не испытывает энтузиазма по поводу вступления в Европейский союз.
Последнее правительство Давида Оддссона (1995—2004 гг.) (под влиянием неолиберальных идей Милтона Фридмана) взяло курс на снижение налогов. Он снизил корпоративный подоходный налог до 18 %; он отменил налог на чистое имущество; он снизил подоходный налог с населения и налог на наследство. Это сочетание открытия экономики, фискальной и денежной стабилизации создало предпринимательский климат в Исландии, который стимулировал рекордный экономический рост в стране, при этом реальный средний доход отдельных домохозяйств увеличился более чем на 17 %, но также был одной из причин Исландский финансовый кризис 2008—2011 гг.
В 2004 ушёл в отставку с поста премьер-министра в пользу лидера Прогрессивной партии Халльдора Аусгримссона, став вместо него министром иностранных дел. В 2005 ушёл с постов лидера ПН и главы МИД, которые занял Гейр Хорде, и стал председателем совета управляющих Центрального банка Исландии. В 2009 году стал редактором газеты Morgunblaðið.

### Министр иностранных дел (2004—2005)
После выборов 2003 года Давид Оддссон и лидер его партнеров по коалиции Халльдор Асгримссон, министр иностранных дел, договорились, что Давид должен оставаться премьер-министром до 15 сентября 2004 года, когда Халльдор станет премьер-министром, а Партия независимости, в обмен на отказ от поста премьер-министра получить дополнительное министерство в правительстве от своего партнера.
В 2004 году правительство Давида оказалось втянутым в полемику, когда он представил законопроект, который сделал бы невозможным для крупных частных компаний владеть более чем 15 % какой-либо одной медиакомпании, и согласно которому газеты и телевизионные станции не могли принадлежать одной и той же компании. Компания. Давид утверждал, что это должно было предотвратить концентрацию СМИ в руках нескольких человек и позволить СМИ оставаться независимыми и критически настроенными не только по отношению к политикам, но и по отношению к финансовым магнатам. Однако его критики утверждали, что это предложение было прямо направлено против группы Баугур, которую, по их утверждениям, Давид считал политическим врагом. К тому времени Баугур купил еще одну газету, телеканал у Йона Олафссона и несколько радиостанций и контролировал более половины рынка СМИ. Alþingi принял сильно смягченную версию законопроекта о СМИ. Но летом 2004 года впервые в истории Исландской Республики президент Олафур Рагнар Гримссон отказался подписать закон. Давид раскритиковал это, указав, что директор телевизионной станции, ранее принадлежавшей Йону Олафссону и недавно купленной Баугуром, Сигурдур Г. Гудйонссон, был руководителем кампании Олафура Рагнара в его первой президентской кампании, и что дочь Олафура была нанята Баугуром. Тем не менее, Baugur пользовался большой популярностью в Исландии, потому что их магазины предлагали более низкие цены, чем у конкурентов, а их владельцы, Йон Асгейр Йоханнессон и Йоханнес Йонссон, считались воплощением исландской мечты о стремлении к богатству. [Править] Многие люди согласились с тем, что законопроект о СМИ, казалось, был частью политической дуэли, а не попыткой принять общий закон. Результатом долгой борьбы стало то, что Давид Оддссон отозвал законопроект вместо того, чтобы провести по нему общенациональный референдум, как того требует конституция Исландии, в случае, если президент откажется подписать законопроект в качестве закона.
За 14 лет своего пребывания на посту премьер-министра Давид познакомился или подружился со многими западными лидерами, включая Билла Клинтона и Джорджа Буша из США, Вацлава Клауса из Чехословакии и Сильвио Берлускони из Италии. Время от времени он посещал собрания Бильдербергской группы и читал доклад Обществу Мон-Пелерин. Но он проработал министром иностранных дел всего один год. Осенью 2005 года Давид объявил, что уходит из политики, заявив, что, по его мнению, пришло время, чтобы к власти пришло новое поколение. Его близкий союзник на протяжении многих лет Гейр Х. Хаарде сменил его на посту лидера Партии независимости и министра иностранных дел. Вероятным вкладом в это решение стал короткий, но драматический приступ рака вскоре после кризиса из-за провала законопроекта о СМИ. Он в ремиссии.

## Награды
- Большой крест ордена Заслуг (Норвегия)

## Личная жизнь
Давид женился на Астридуре Тораренсен, медсестре; у них есть сын, Торстейнн, судья окружного суда Акюрейри. 